# Сайты Google
Сайты Google (англ. Google Sites) — упрощённый бесплатный хостинг на базе структурированной вики.
Может использоваться как часть Google Apps. Позволяет при помощи технологии wiki сделать информацию доступной для людей, которые нуждаются в её быстрой подаче. Пользователи сайта могут работать вместе, добавлять информацию из других приложений Google, например Документы Google, Календарь Google, YouTube, Google Фото и из других источников.
Создатель сайта может приглашать других пользователей для совместной работы над сайтом, контролировать их доступ к материалам. Сайт может быть использован в private режиме, например, для организации личного wiki-блокнота либо для ведения записей по частному проекту с доступом к информации только после авторизации.
Работа над сайтом происходит в визуальном редакторе. Доступно 6 тем, и несколько готовых шаблонов на выбор. Можно создать свой дизайн, использовав при этом чистый лист.
Служба «Сайты Google» заменила устаревшую Google Page Creator.
С 1 сентября 2021 г. сайты в классической версии Сайтов Google стали недоступны посетителям. Для продолжения работы сайт необходимо перенести в новую версию сервиса. Основные обновления: дополнительные инструменты для кастомизации, возможность организации совместной работы над сайтом, адаптивность сайта под разные типы устройств, анализ данных и т. д.
На сентябрь 2021 года, на конструкторе Google Sites работает более 222 тысяч сайтов.

## Ограничения
- 100 мегабайт (бесплатный аккаунт) и 10 гигабайт (пользователи Google Apps)[4].
- Анонимные комментарии запрещены, изменять содержание (в том числе добавлять комментарии) могут только авторизованные пользователи.
- Ограничения по настройке оформления: настраиваются только цветовая гамма, размер и стиль шрифтов, отсутствует возможность редактирования кода, но при этом можно интегрировать свой код.[5]
- Файл Sitemap ограничен 1000 ссылок, хотя количество страниц на сайте не ограничено[6].
- Вставка некоторых объектов в визуальном редакторе возможна только в начало страницы, перемещать объекты в другие места страницы нужно вручную[7].
- С 2013 года запрещено размещение на страницах Сайты Google блоков объявлений контекстной рекламы[источник не указан 2563 дня].